# Брей (Эна)
Брей (фр. Braye) — коммуна во Франции, находится в регионе Пикардия. Департамент коммуны — Эна. Входит в состав кантона Фер-ан-Тарденуа. Округ коммуны — Суасон.
Код INSEE коммуны — 02118.

## Население
Население коммуны на 2010 год составляло 120 человек.
| 1962 | 1968 | 1975 | 1982 | 1990 | 1999 | 2010 |
| ---- | ---- | ---- | ---- | ---- | ---- | ---- |
| 98   | 92   | 116  | 130  | 133  | 131  | 120  |

## Экономика
В 2010 году среди 81 человека трудоспособного возраста (15—64 лет) 58 были экономически активными, 23 — неактивными (показатель активности — 71,6 %, в 1999 году было 73,3 %). Из 58 активных жителей работали 46 человек (27 мужчин и 19 женщин), безработных было 12 (8 мужчин и 4 женщины). Среди 23 неактивных 5 человек были учениками или студентами, 11 — пенсионерами, 7 были неактивными по другим причинам.